# 악환
악환(鄂煥,?~?)은 나관중의 《삼국지연의》에 등장하는 가공 인물로, 월수태수 고정(高定)의 부하 장수이다.

## 《삼국지연의》에서의 악환
신장은 9척이며, 방천화극(方天畵戟)의 명수이다.
225년, 옹개(雍闓), 주포(朱褒)와 함께 반란을 일으킨 고정을 따라 참전하여 선봉을 맡았다. 위연(魏延), 왕평(王平), 장익(張翼)에 의해 생포당하였으나, 제갈량(諸葛亮)에 의해 석방되었고, 옹개는 고정의 부하들만 석방되었다는 소식을 듣고 고정이 제갈량과 내통하고 있다고 의심을 품는다. 이에 고정의 명을 받아 옹개와 주포를 죽여 그 둘의 목을 가지고 고정과 함께 제갈량에게 항복하였고, 고정은 익주태수, 자신은 아문장군으로 임명되었다.